# Province della Guinea Equatoriale

Province della Guinea Equatoriale (inclusa la nuova provincia Djibloho)

Le province della Guinea Equatoriale sono la suddivisione territoriale di primo livello del Paese e sono pari a 8; di queste, le province di Annobón, Bioko Nord e Bioko Sud sono localizzate nella Regione Insulare, mentre le province di Centro Sud, Kié-Ntem, Litorale e Wele-Nzas sono situate nella regione del Rio Muni. 
Ciascuna provincia si articola a sua volta in distretti.

## Lista
| Localizzazione | Provincia  | Capoluogo           | Popolazione (2015) | Superficie (km²) |
| -------------- | ---------- | ------------------- | ------------------ | ---------------- |
|                | Annobón    | San Antonio de Palé | 5 232              | 17               |
|                | Bioko Nord | Malabo              | 299 836            | 776              |
|                | Bioko Sud  | Luba                | 34 627             | 1 241            |
|                | Centro Sud | Evinayong           | 141 903            | 9 931            |
|                | Kié-Ntem   | Ebebiyín            | 183 331            | 3 943            |
|                | Litorale   | Bata                | 366 130            | 6 665            |
|                | Djibloho   | Djibloho            |                    | 453              |
|                | Wele-Nzas  | Mongomo             | 191 383            | 5 026            |